# Fredy
Alfredo Kulembe Ribeiro, meglio noto come Fredy (Luanda, 27 marzo 1990), è un calciatore angolano con cittadinanza portoghese, attaccante del Bodrum e della nazionale angolana.

## Caratteristiche tecniche
È un'ala destra.

## Carriera

### Club
Cresciuto nelle giovanili del Belenenses, ha esordito il 3 aprile 2009 in un match perso 1-0 contro l'Académica.

### Nazionale
Ha giocato nelle nazionali giovanili portoghesi Under-16, Under-17, Under-18, Under-19, Under-20 ed Under-21.
Ha esordito con la nazionale di calcio dell'Angola il 5 maggio 2014 in un'amichevole pareggiata 1-1 contro il Mozambico.
Nel 2021 e nel 2023 ha partecipato alla Coppa d'Africa.

## Statistiche

### Presenze e reti nei club
Statistiche aggiornate al 7 luglio 2017.
| Stagione        | Squadra              | Campionato      | Campionato | Campionato | Coppe nazionali | Coppe nazionali | Coppe nazionali | Coppe continentali | Coppe continentali | Coppe continentali | Altre coppe | Altre coppe | Altre coppe | Totale | Totale | Totale |
| Stagione        | Squadra              | Comp            | Pres       | Reti       | Comp            | Pres            | Reti            | Comp               | Pres               | Reti               | Comp        | Pres        | Reti        | Pres   | Reti   |        |
| --------------- | -------------------- | --------------- | ---------- | ---------- | --------------- | --------------- | --------------- | ------------------ | ------------------ | ------------------ | ----------- | ----------- | ----------- | ------ | ------ | ------ |
| 2008-2009       | Belenenses           | PL              | 4          | 0          | TP+TL           | 0               | 0               |                    | -                  | -                  |             | -           | -           | 4      | 0      |        |
| 2009-2010       | Belenenses           | PL              | 24         | 0          | TP+TL           | 3+2             | 0               |                    | -                  | -                  |             | -           | -           | 29     | 0      |        |
| 2010-2011       | Belenenses           | SL              | 22         | 4          | TP+TL           | 1+3             | 0               |                    | -                  | -                  |             | -           | -           | 26     | 4      |        |
| 2011-gen. 2012  | Belenenses           | SL              | 4          | 0          | TP+TL           | 2+1             | 0               |                    | -                  | -                  |             | -           | -           | 7      | 0      |        |
| 2012            | Recreativo do Libolo | GIR             | 10         | 1          | TA              | 0               | 0               | CCL                | 0                  | 0                  | SA          | 1           | 0           | 11     | 1      |        |
| 2012-2013       | Belenenses           | SL              | 38         | 8          | TP+TL           | 4+1             | 2+0             |                    | -                  | -                  |             | -           | -           | 43     | 10     |        |
| 2013-2014       | Belenenses           | PL              | 25         | 2          | TP+TL           | 1+3             | 2+0             |                    | -                  | -                  |             | -           | -           | 29     | 4      |        |
| 2014-gen. 2015  | Belenenses           | PL              | 14         | 1          | TP+TL           | 2+2             | 0+1             |                    | -                  | -                  |             | -           | -           | 18     | 2      |        |
| 2015            | Recreativo do Libolo | GIR             | 25         | 10         | TA              | 2               | 1               | CCL                | 2                  | 1                  | SA          | 1           | 0           | 30     | 12     |        |
| 2016            | Recreativo do Libolo | GIR             | 15         | 5          | TA              | 0               | 0               | CCL                | 3                  | 1                  | SA          | 1           | 1           | 19     | 7      |        |
| Totale Libolo   | Totale Libolo        | Totale Libolo   | 40         | 16         |                 | 2               | 1               |                    | 5                  | 2                  |             | 3           | 1           | 50     | 20     |        |
| 2016-2017       | Excelsior            | ERE             | 32         | 2          | CO              | 1               | 0               |                    | -                  | -                  |             | -           | -           | 33     | 2      |        |
| Totale carriera | Totale carriera      | Totale carriera | 213        | 33         |                 | 28              | 6               |                    | 5                  | 2                  |             | 3           | 1           | 249    | 42     |        |

### Cronologia presenze e reti in nazionale
| Cronologia completa delle presenze e delle reti in nazionale ― Angola | Cronologia completa delle presenze e delle reti in nazionale ― Angola | Cronologia completa delle presenze e delle reti in nazionale ― Angola | Cronologia completa delle presenze e delle reti in nazionale ― Angola | Cronologia completa delle presenze e delle reti in nazionale ― Angola | Cronologia completa delle presenze e delle reti in nazionale ― Angola | Cronologia completa delle presenze e delle reti in nazionale ― Angola | Cronologia completa delle presenze e delle reti in nazionale ― Angola |
| Data                                                                  | Città                                                                 | In casa                                                               | Risultato                                                             | Ospiti                                                                | Competizione                                                          | Reti                                                                  | Note                                                                  |
| --------------------------------------------------------------------- | --------------------------------------------------------------------- | --------------------------------------------------------------------- | --------------------------------------------------------------------- | --------------------------------------------------------------------- | --------------------------------------------------------------------- | --------------------------------------------------------------------- | --------------------------------------------------------------------- |
| 5-3-2014                                                              | Maputo                                                                | Mozambico                                                             | 1 – 1                                                                 | Angola                                                                | Amichevole                                                            | -                                                                     | Uscita                                                                |
| 28-5-2014                                                             | Algarve                                                               | Angola                                                                | 2 – 0                                                                 | Marocco                                                               | Amichevole                                                            | -                                                                     | 84’                                                                   |
| 30-5-2014                                                             | Hartberg                                                              | Iran                                                                  | 1 – 1                                                                 | Angola                                                                | Amichevole                                                            | -                                                                     | 56’ 65’                                                               |
| 3-8-2014                                                              | Luanda                                                                | Angola                                                                | 1 – 0                                                                 | Etiopia                                                               | Amichevole                                                            | 1                                                                     | 58’                                                                   |
| 6-9-2014                                                              | Libreville                                                            | Gabon                                                                 | 1 – 0                                                                 | Angola                                                                | Qual. Coppa d'Africa 2015                                             | -                                                                     | 61’                                                                   |
| 10-9-2014                                                             | Luanda                                                                | Angola                                                                | 0 – 3                                                                 | Burkina Faso                                                          | Qual. Coppa d'Africa 2015                                             | -                                                                     |                                                                       |
| 15-11-2014                                                            | Luanda                                                                | Angola                                                                | 0 – 0                                                                 | Gabon                                                                 | Qual. Coppa d'Africa 2015                                             | -                                                                     | 71’                                                                   |
| 19-1-2015                                                             | Ouagadougou                                                           | Burkina Faso                                                          | 1 – 1                                                                 | Angola                                                                | Qual. Coppa d'Africa 2015                                             | -                                                                     |                                                                       |
| 26-3-2015                                                             | Abidjan                                                               | Costa d'Avorio                                                        | 2 – 0                                                                 | Angola                                                                | Amichevole                                                            | -                                                                     | 59’                                                                   |
| 4-7-2015                                                              | Luanda                                                                | Angola                                                                | 2 – 0                                                                 | eSwatini                                                              | TCDN 2016 - Preliminari                                               | -                                                                     | 67’                                                                   |
| 17-10-2015                                                            | Johannesburg                                                          | Sudafrica                                                             | 0 – 2                                                                 | Angola                                                                | TCDN 2016 - 1º turno                                                  | -                                                                     |                                                                       |
| 24-10-2015                                                            | Bloemfontein                                                          | Angola                                                                | 1 – 2                                                                 | Sudafrica                                                             | TCDN 2016 - 1º turno                                                  | -                                                                     | 46’                                                                   |
| 17-11-2016                                                            | Durban                                                                | Sudafrica                                                             | 2 – 1                                                                 | RD del Congo                                                          | Qual. Mondiali 2018                                                   | -                                                                     |                                                                       |
| 26-3-2016                                                             | Kinshasa                                                              | RD del Congo                                                          | 2 – 1                                                                 | Angola                                                                | Qual. Coppa d'Africa 2017                                             | 1                                                                     |                                                                       |
| 29-3-2016                                                             | Luanda                                                                | Angola                                                                | 0 – 2                                                                 | RD del Congo                                                          | Qual. Coppa d'Africa 2017                                             | -                                                                     | 87’                                                                   |
| 25-3-2017                                                             | Maputo                                                                | Mozambico                                                             | 2 – 0                                                                 | Angola                                                                | Amichevole                                                            | -                                                                     |                                                                       |
| 9-9-2018                                                              | Luanda                                                                | Angola                                                                | 1 – 0                                                                 | Botswana                                                              | Qual. Coppa d'Africa 2019                                             | -                                                                     | 85’                                                                   |
| 12-10-2018                                                            | Luanda                                                                | Angola                                                                | 4 – 1                                                                 | Mauritania                                                            | Qual. Coppa d'Africa 2019                                             | -                                                                     |                                                                       |
| 16-10-2018                                                            | Nouakchott                                                            | Mauritania                                                            | 1 – 0                                                                 | Angola                                                                | Qual. Coppa d'Africa 2019                                             | -                                                                     | 70’                                                                   |
| 18-11-2018                                                            | Luanda                                                                | Angola                                                                | 2 – 1                                                                 | Burkina Faso                                                          | Qual. Coppa d'Africa 2019                                             | -                                                                     | 88’                                                                   |
| 22-3-2019                                                             | Gaborone                                                              | Botswana                                                              | 0 – 1                                                                 | Angola                                                                | Qual. Coppa d'Africa 2019                                             | -                                                                     |                                                                       |
| 24-6-2019                                                             | Suez                                                                  | Tunisia                                                               | 1 – 1                                                                 | Angola                                                                | Coppa d'Africa 2019 - 1º turno                                        | -                                                                     |                                                                       |
| 29-6-2019                                                             | Suez                                                                  | Mauritania                                                            | 0 – 0                                                                 | Angola                                                                | Coppa d'Africa 2019 - 1º turno                                        | -                                                                     | 55’                                                                   |
| 2-7-2019                                                              | Ismailia                                                              | Angola                                                                | 0 – 1                                                                 | Mali                                                                  | Coppa d'Africa 2019 - 1º turno                                        | -                                                                     | 52’                                                                   |
| 6-9-2019                                                              | Bakau                                                                 | Gambia                                                                | 0 – 1                                                                 | Angola                                                                | Qual. Mondiali 2022                                                   | -                                                                     |                                                                       |
| 10-9-2019                                                             | Luanda                                                                | Angola                                                                | 2 – 1                                                                 | Gambia                                                                | Qual. Mondiali 2022                                                   | -                                                                     |                                                                       |
| 13-11-2019                                                            | Luanda                                                                | Angola                                                                | 1 – 3                                                                 | Gambia                                                                | Qual. Coppa d'Africa 2021                                             | -                                                                     |                                                                       |
| 17-11-2019                                                            | Libreville                                                            | Gabon                                                                 | 2 – 1                                                                 | Angola                                                                | Qual. Coppa d'Africa 2021                                             | -                                                                     | 75’                                                                   |
| 25-3-2021                                                             | Bakau                                                                 | Gambia                                                                | 1 – 0                                                                 | Angola                                                                | Qual. Coppa d'Africa 2021                                             | -                                                                     |                                                                       |
| 29-3-2021                                                             | Bakau                                                                 | Angola                                                                | 2 – 0                                                                 | Gabon                                                                 | Qual. Coppa d'Africa 2021                                             | -                                                                     |                                                                       |
| 1-9-2021                                                              | Il Cairo                                                              | Egitto                                                                | 1 – 0                                                                 | Angola                                                                | Qual. Mondiali 2022                                                   | -                                                                     |                                                                       |
| 7-9-2021                                                              | Luanda                                                                | Angola                                                                | 0 – 1                                                                 | Egitto                                                                | Qual. Mondiali 2022                                                   | -                                                                     | 79’                                                                   |
| 8-10-2021                                                             | Luanda                                                                | Angola                                                                | 3 – 1                                                                 | Gabon                                                                 | Qual. Mondiali 2022                                                   | -                                                                     | cap. 78’ 90+4’                                                        |
| 26-3-2022                                                             | Rio Maior                                                             | Angola                                                                | 3 – 2                                                                 | Guinea-Bissau                                                         | Amichevole                                                            | -                                                                     |                                                                       |
| 29-3-2022                                                             | Óbidos                                                                | Angola                                                                | 0 – 0                                                                 | Guinea Equatoriale                                                    | Amichevole                                                            | -                                                                     |                                                                       |
| 1-6-2022                                                              | Luanda                                                                | Angola                                                                | 2 – 1                                                                 | Rep. Centrafricana                                                    | Qual. Coppa d'Africa 2023                                             | -                                                                     | 74’                                                                   |
| 5-6-2022                                                              | Antananarivo                                                          | Madagascar                                                            | 1 – 1                                                                 | Angola                                                                | Qual. Coppa d'Africa 2023                                             | -                                                                     |                                                                       |
| 23-3-2023                                                             | Kumasi                                                                | Ghana                                                                 | 1 – 0                                                                 | Angola                                                                | Qual. Coppa d'Africa 2023                                             | -                                                                     |                                                                       |
| 27-3-2023                                                             | Luanda                                                                | Angola                                                                | 1 – 1                                                                 | Ghana                                                                 | Qual. Coppa d'Africa 2023                                             | -                                                                     | 80’                                                                   |
| 17-6-2023                                                             | Douala                                                                | Rep. Centrafricana                                                    | 1 – 2                                                                 | Angola                                                                | Qual. Coppa d'Africa 2023                                             | -                                                                     | cap. 90+6’                                                            |
| 7-9-2023                                                              | Lubango                                                               | Angola                                                                | 0 – 0                                                                 | Madagascar                                                            | Qual. Coppa d'Africa 2023                                             | -                                                                     | cap.                                                                  |
| 12-9-2023                                                             | Teheran                                                               | Iran                                                                  | 4 – 0                                                                 | Angola                                                                | Amichevole                                                            | -                                                                     | 76’                                                                   |
| 13-10-2023                                                            | Faro                                                                  | Angola                                                                | 1 – 1                                                                 | Mozambico                                                             | Amichevole                                                            | -                                                                     | 59’                                                                   |
| 17-10-2023                                                            | Setúbal                                                               | Angola                                                                | 0 – 0                                                                 | RD del Congo                                                          | Amichevole                                                            | -                                                                     |                                                                       |
| 16-11-2023                                                            | Praia                                                                 | Capo Verde                                                            | 0 – 0                                                                 | Angola                                                                | Qual. Mondiali 2026                                                   | -                                                                     | Cap. 79’                                                              |
| 21-11-2023                                                            | Saint-Pierre                                                          | Mauritius                                                             | 0 – 0                                                                 | Angola                                                                | Qual. Mondiali 2026                                                   | -                                                                     | Cap.                                                                  |
| 6-1-2024                                                              | Dubai                                                                 | RD del Congo                                                          | 0 – 0                                                                 | Angola                                                                | Amichevole                                                            | -                                                                     | 73’                                                                   |
| 15-1-2024                                                             | Bouaké                                                                | Algeria                                                               | 1 – 1                                                                 | Angola                                                                | Coppa d'Africa 2023 - 1º turno                                        | -                                                                     | 88’                                                                   |
| 20-1-2024                                                             | Bouaké                                                                | Mauritania                                                            | 2 – 3                                                                 | Angola                                                                | Coppa d'Africa 2023 - 1º turno                                        | -                                                                     | cap. 86’                                                              |
| 23-1-2024                                                             | Yamoussoukro                                                          | Angola                                                                | 2 – 0                                                                 | Burkina Faso                                                          | Coppa d'Africa 2023 - 1º turno                                        | -                                                                     | cap. 77’                                                              |
| 27-1-2024                                                             | Bouaké                                                                | Angola                                                                | 3 – 0                                                                 | Namibia                                                               | Coppa d'Africa 2023 - Ottavi di finale                                | -                                                                     | cap. 70’                                                              |
| 2-2-2024                                                              | Abidjan                                                               | Nigeria                                                               | 1 – 0                                                                 | Angola                                                                | Coppa d'Africa 2023 - Quarti di finale                                | -                                                                     | cap. 66’                                                              |
| 7-6-2024                                                              | Lubango                                                               | Angola                                                                | 1 – 0                                                                 | Botswana                                                              | Qual. Mondiali 2026                                                   | -                                                                     | cap.                                                                  |
| 11-6-2024                                                             | Luanda                                                                | Angola                                                                | 1 – 1                                                                 | Camerun                                                               | Qual. Mondiali 2026                                                   | -                                                                     | cap. 84’                                                              |
| 5-9-2024                                                              | Kumasi                                                                | Ghana                                                                 | 0 – 1                                                                 | Angola                                                                | Qual. Coppa d'Africa 2025                                             | -                                                                     | cap. 86’                                                              |
| 8-9-2024                                                              | Talatona                                                              | Angola                                                                | 2 – 1                                                                 | Sudan                                                                 | Qual. Coppa d'Africa 2025                                             | -                                                                     | cap. 63’                                                              |
| 11-10-2024                                                            | Luanda                                                                | Angola                                                                | 2 – 0                                                                 | Niger                                                                 | Qual. Coppa d'Africa 2025                                             | -                                                                     | cap.                                                                  |
| 15-10-2024                                                            | Niamey                                                                | Niger                                                                 | 0 – 1                                                                 | Angola                                                                | Qual. Coppa d'Africa 2025                                             | -                                                                     | cap. 37’ 62’                                                          |
| 15-11-2024                                                            | Talatona                                                              | Angola                                                                | 1 – 1                                                                 | Ghana                                                                 | Qual. Coppa d'Africa 2025                                             | -                                                                     | cap. 73’                                                              |
| 20-3-2025                                                             | Bengasi                                                               | Libia                                                                 | 1 – 1                                                                 | Angola                                                                | Qual. Mondiali 2026                                                   | 1                                                                     | cap.                                                                  |
| 25-3-2025                                                             | Luanda                                                                | Angola                                                                | 1 – 2                                                                 | Capo Verde                                                            | Qual. Mondiali 2026                                                   | -                                                                     | cap.                                                                  |
| Totale                                                                |                                                                       | Presenze                                                              | 61                                                                    |                                                                       | Reti                                                                  | 3                                                                     |                                                                       |

## Palmarès

### Club
- Segunda Liga: 1

Belenenses: 2012-2013
- Girabola: 1

Libolo: 2015
- Supercoppa d'Angola: 2

Libolo: 2015, 2016
- TFF 1. Lig: 1

Eyüpspor: 2023-2024